# Jaïr
Jaïr (hebräisch יָאִיר) war ein Richter Israels, der im Buch der Richter erwähnt wird (Ri 10,3–5 ). Er stammte aus dem Land Gilead am Ostufer des Jordans und beherrschte Israel 22 Jahre lang. Er hatte 30 Söhne, die auf ebenso vielen Eseln ritten und ebenso viele Zeltdörfer (hebräisch Chawot Jaïr) besaßen. Bis zur Niederschrift des Buchs der Richter lagen diese Zeltdörfer in Gilead. Nach seinem Tod wurde Jaïr in Kamon begraben.
Im Anschluss an die Erwähnung Jaïrs schildert das Buch der Richter den erneuten Abfall der Israeliten von JHWH, die dann den Baalen und Astarten, Göttern fremder Völker, huldigten. Daher habe JHWH sie in die Hände der Philister und Ammoniter gegeben, die die Israeliten 18 Jahre lang bedrängten. Als sich die Israeliten in ihrer Not wieder JHWH zuwandten, habe dieser sich erneut erbarmt. Angesichts eines weiteren Angriffs der Ammoniter wandten sich die Fürsten von Gilead an den Gileaditen Jiftach. Unter der Bedingung, dass er nach einem Sieg über die Ammoniter Oberhaupt der Israeliten werde, nahm Jiftach den Auftrag an.

## Der NameJaïran anderen Stellen der Bibel
Auch die Chronik (1 Chr 2,22 ) erwähnt einem Mann namens Jaïr. Er war vom Stamm Juda. Er sei der Enkel Chezrons und der Sohn Segubs gewesen. Er habe 23 als „Zeltdörfer Jaïrs“ bezeichnete Städte im Lande Gilead besessen, die ihm jedoch von den Geschuritern und Aramäern genommen worden seien.
Im Buch Ester (Est 2,5 ) wird ein Jaïr als Vater des Mordechai erwähnt, der in Susa lebte. Dieser Jaïr sei Sohn des Schimi und Enkel des Kisch gewesen. Er habe zum Stamm Benjamin gehört.